# دعوني أنتقم (فلم)
دعوني أنتقم  فيلم جريمة وإثارة وتشويق مصري للمخرج تيسير عبود 1979،  قام المخرج بإعداد القصة المستوحاة من الفيلم الإيطالي الفرنسي «البنادق الكبيرة No Way Out» الصادر 1973 بطولة آلان ديلون، كتب السيناريو والحوار بشير الديك. الفيلم من بطولة رشدي أباظة، حسين فهمي، مديحة كامل، عادل أدهم، وزيزي مصطفى  وتدور الأحداث حول ضابط الشرطة الذي يتعرض لانتقام المجرمين وتفجير سيارته لتموت زوجته وولده، فيقرر ترك الخدمة والتقاعد ليتفرغ للإنتقام لمقتل أسرته.</ref>
صدر الفيلم إلى دور العرض المصرية في 20 أغسطس 1979.
منح موقع قاعدة بيانات الأفلام العربية «السينما.كوم» الفيلم درجة 4.3/ 10.

## طاقم التمثيل
رشدي أباظة: في دور فهد عبد الحميد (مفتش المباحث)
حسين فهمي: في دور محمود الغزاوي (رائد شرطة في إدارة مكافحة التهريب)
مديحة كامل: في دور نجوى سلام (مرشدة الشرطة)
عادل أدهم: في دور عرفان/ إبراهيم الشنواني (زعيم عصابة التهريب)
زيزي مصطفى: في دور هدى (زوجة الرائد محمود)
محمد رسلان: في دور حسان الطيب (سجين زميل محمود)
أحمد دياب: في دور إسماعيل (ذراع الشنواني الأيمن)
مدحت غالي: في دور جلال
إسماعيل عبد المجيد: في دور حسين عبد الدايم (من كبار مهربي الذهب)
محمد أبو حشيش: في دوو عفيفي
حافظ أمين: في دور عم صالح
حسين عبد الفتاح: في دور الطفل تامر
قدرية كامل: في دور أم حسان
علي عز الدين: في دور صلاح أبو بركة
علي الشريف الصغير: في دور مسجون
بالاشتراك مع: صلاح نظمي – نشأت أباظة – مروة الخطيب – لويس يوسف – أحمد رشدي – ميرفت الشناوي – عبد الحميد أنيس – أحمد مرسي – منى عبد الله – توفيق الكردي.

## أحداث الفيلم
يعمل الرائد محمود الغزاوي (حسين فهمي) بإدارة مكافحة تهريب النقد والذهب، ويعمل، بجد ونشاط، تحت إمرة رئيسه ووالده الروحي مفتش المباحث فهد عبد الحميد (رشدي أباظة). يعيش محمود حياة هانئة مع زوجته المحبة هدى (زيزي مصطفى) وإبنه الصغير تامر (حسين عبد الفتاح)، ينجح، اخيراً، الرائد محمود في إحباط عملية كبرى لتهريب الذهب والقبض على أفراد عصابة التهريب، مما يثير حنق عصابة التهريب، فتقرر الانتقام من الرائد محمود، بوضع عبوة ناسفة في سيارته، ولكنه لا يقود سيارته بل تقودها هدى مع صغيرها تامر. تنفجر بهم السيارة ويلقوا مصرعهما، ويصاب محمود بصدمة كبيرة، ويقدم استقالته من الداخلية ليتفرغ للإنتقام من قاتلى زوجته وابنه. يتوصل لإثنين من كبار مهربي الذهب، حسين عبد الدايم (إسماعيل عبد المجيد) وصلاح أبو بركة (على عز الدين) ويتمكن من قتلهم. يلقى القبض على ضابط الشرطة المتقاعد ولكنه، وفي محبسه، يكتشف أن قاتل زوجته وابنه هو المهرب عرفان، وليس من قتلهم. يصادق السجين حسان الطيب (محمد رسلان) وهو فرد في عصابة تهريب الذهب، ويتمكن زملاء حسان من تهريبه أثناء انتقاله للمحكمة. يتوصل محمود إلى زعيم عصابة تهريب الذهب إبراهيم الشنواني (عادل أدهم) الذي يرحب بإنضمامه للعصابة، وقد كان الشنواني في الأصل اسمه عرفان، تمكن من الهرب من مضايقات ضابط المكافحة فهد عبد الحميد، لخارج البلاد، حيث انتحل شخصية الشنواني، وعاد مرة أخرى بعد 20 عاما وافتتح مكتبا لتصدير الخضار والفاكهة كستار لتهريب الذهب، ولكن المفتش فهد عبد الحميد يتعرف عليه، ويقرر مراقبته. ويجند المفتش فهد المرشدة نجوى سلام (مديحة كامل) لتتعرف على الشنواني وتقترب منه وتمثل عليه الحب. تتقرب نجوى من الذراع الأيمن للشنواني، إسماعيل (أحمد دياب) ويراها الشنواني ويطمع فيها وتستجيب له. يتعرف الشنواني على محمود، ويقرر استغلاله في اصطياد المفتش الذي يسعى وراء الذهب، وفي نفس الوقت يستطيع الشنوانى نقل الذهب لتهريبه، ولذلك يسلم الذهب إلى محمود، ويطلب من نجوى مراقبته، غير أن نجوى تتعاطف مع محمود، بعد معرفتها بقضيته، وتميل اليه. يخفي محمود الذهب حتى يساوم على معرفة من هو عرفان، ويرحب إسماعيل بالصفقة ويخبره أن الشنواني هو عرفان. يسعى محمود خلف الشنواني، ولكن نجوى تبلغ المفتش بنية محمود في قتل الشنواني، ويسرع المفتش ونجوى لمنع محمود من قتل الشنواني، ولكن محمود يسبقهم ويطلق عدة طلقات على الشنواني، الذي يتحامل قبل أن يلفظ أنفاسه الأخيرة، ويخرج مسدسه ويطلقه على ظهر محمود فيرديه قتيلا، ويتمكن المفتش من الإجهاز على الشنواني.

## وصلات خارجية
https://voice-y.com/video/15138 دعوني أنتقم (فيلم)
https://elcinema.com/work/1768994 دعوني أنتقم (فيلم)
https://dhliz.com/film/da3ouni_antaqem/ دعوني أنتقم (فيلم)
https://letterboxd.com/film/let-me-avenge/ دعوني أنتقم (فيلم)
https://www.themoviedb.org/movie/748649?language=ar-SA دعوني أنتقم (فلم)
https://karohat.com/Title/c2baa3b6-fc03-40db-86b7-2f1c2e8c67d6 دعوني أنتقم (فلم)